# Matsui (Klan)

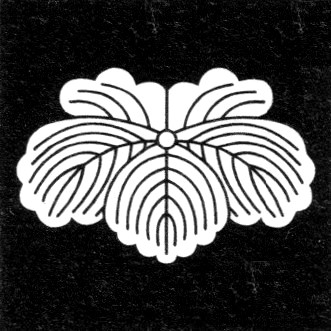
Wappen der Matsui
(Sekishū-Efeublatt)

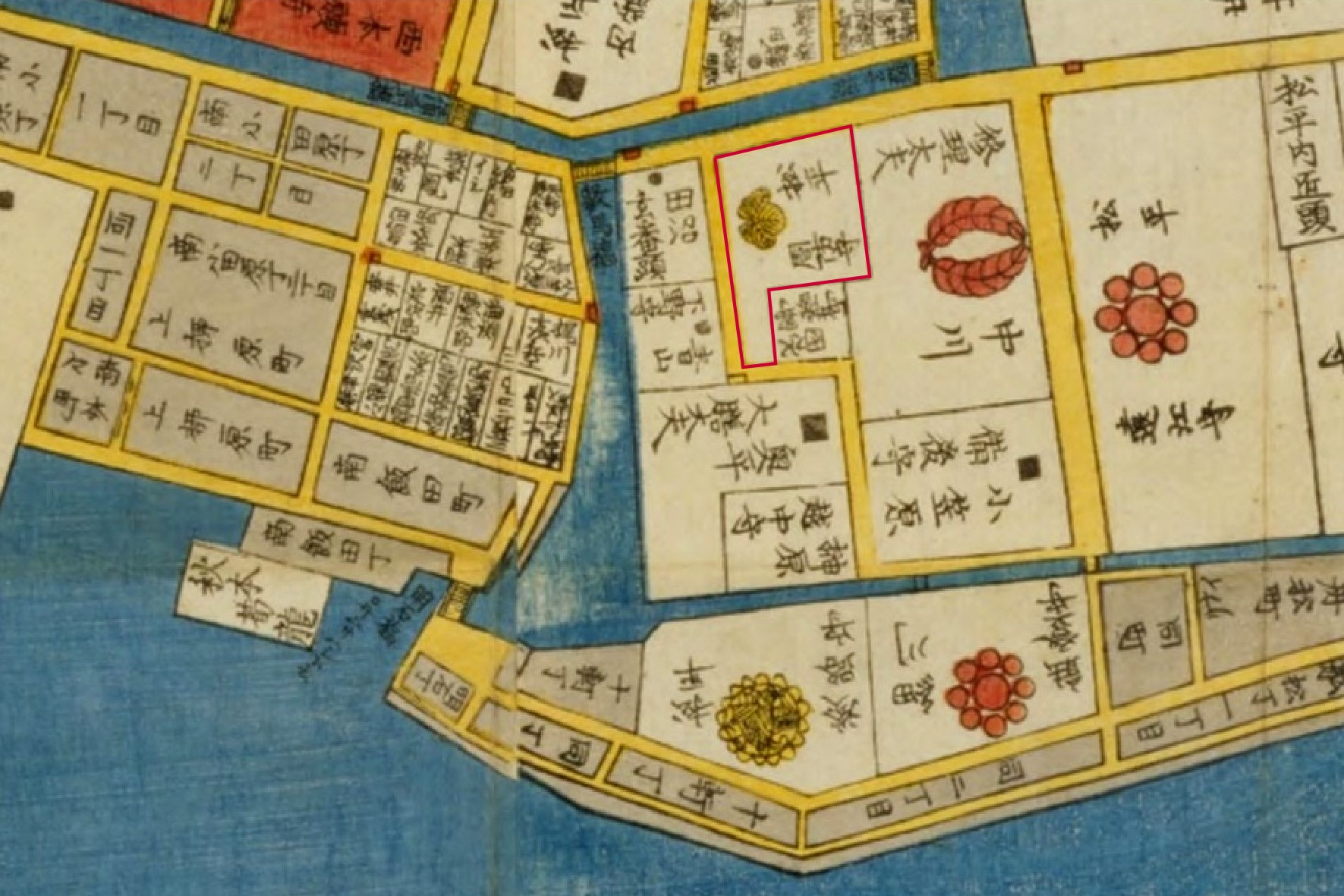
Residenz der Matsui in Edo

Die Matsui (japanisch 松井氏, Matsui-shi) waren eine Familie des japanischen Schwertadels (Buke), die sich von Minamoto no Tameyoshi (1096–1158) ableitete. Die zuletzt auf der Burg Kawagoe mit einem Einkommen von 84.000 Koku residierenden Matsui gehörten zu den größeren Fudai-Daimyō der Edo-Zeit.

## Genealogie
- Koreyoshi (維義), Tameyoshis Sohn, ließ sich in Matsui in der Provinz Yamashiro nieder und nannte sich nach diesem Ort.
- Yasuchika (康親; 1521–1583) diente Tokugawa Ieyasu, der ihm erlaubte, den Namen „Matsudaira“ zu führen. Er nahm an den Feldzügen gegen die Imagawa, Asakura, Azai und Takeda teil, ließ sich in der Provinz Suruga nieder und erhielt ein Einkommen von 20.000 Koku
- Yasushige (康重; 1568–1640) residierte ab 1590 in Kisai[A 1] (Musashi) mit 20.000 Koku, ab 1601 in Kasama (Hitachi), ab 1608 erst in Yakami[A 2] dann im selben Jahr nach Sasayama (Tamba) mit 50.000 Koku verlegt und wurde dann nach Kishiwada (Izumi) mit 60.000 Koku versetzt.
- Yasuteru (康映; 1615–1675), residierte ab 1640 in Yamasaki[3] (Harima) und ab 1649 auf Burg Hamada (Iwami), sowie die folgenden vier Generationen.
- Yasuyoshi (康福; 1719–1789), residierte ab 1759 in Koga (Shimousa), ab 1762 in Okazaki (Mikawa), ab 1769 wieder in Hamada mit 70.000 Koku.
- Yasutaka (康爵; 1810–1868), erhielt 1836 Tanagura (Mutsu) mit 75.000 Koku.
- Yasuhide (康爵; 1830–1904) bekam schließlich Kawagoe (Musashi) mit 84.000 Koku.
- Yasutoshi (康載; 1854–1923), sein Stiefsohn, der letzte Daimyō, erhielt nach 1868 den Rang eines Vizegrafen.